# رباط مقوس إنسي
الرِباط المُقوس الإنسي (بالإنجليزية: Medial arcuate ligament)‏ أَو القَوس الضَلعي القُطني الإنسي أَو الرِباط المُقوس الغائِر أو الرِباط المُقوس الوَسطي، هوَ رِباط وَتري يُشكل قوساً فوقَ العضلة القُطنية الكَبيرة المارة من خلال الحِجاب الحاجز، وَيقع هذا الرِباط بين الرِباط المُقوس الناصف والرِباط المُقوس الوَحشي. تَعبر السِلسلة الوُدِّيَة إلى البَطن من خلال هذا الرِباط.

## التَركيب
يُشكل الرباط المُقوس الإنسي قَوساً في اللفافة المُحيطة بالجُزء العلوي للعضلة القطنية الكبيرة، وَيتصل من الجَنب بجسم الفقرة القطنية الأولى والثانية حيثُ يَتصل بالناتئ المُستعرض الخاص بِكل مِنها، ويكون ارتباطه بالناتئ المُستعرض الخاص بالفقرة القطنية الأولى قوياً نوعاً ما.

## المَراجع
هذه المقالة تعتمد على مواد ومعلومات ذات ملكية عامة، من الصفحة رقم 404  الطبعة العشرين لكتاب تشريح جرايز لعام 1918.

1. ↑  نموذج تأسيسي في التشريح، QID:Q1406710
2. ↑  "معلومات عن رباط مقوس إنسي على موقع purl.obolibrary.org". purl.obolibrary.org. مؤرشف من الأصل في 2020-04-18.